# Sylvain Julien Victor Arend
Sylvain Julien Victor Arend, belgijski astronom, * 6. avgust 1902, Robelmont, Belgija, † 18. februar 1992.

## Življenje in delo
Njegovo glavno raziskovalno področje je bila astrometrija.
Skupaj z Georgesom Rolandom je odkril svetli komet C/1956 R1 (Arend-Roland). Odkril je ali je bil soodkritelj periodičnih kometov 49P/Arend-Rigaux in 50P/Arend.
Odkril je tudi Novo Ščita 1952.
Odkril je veliko asteroidov, med njimi sta najbolj znana Amorec 1916 Boreas in Trojanec 1583 Antiloh. Odkril je tudi asteroid 1652 Hergé, ki se imenuje po Hergéju, avtorju Tintina.
Asteroid 1563 Noël se imenuje po njegovem sinu Emanuelu Arendu.